# Flugten
Pour les articles homonymes, voir The Escape et Escape.
Pour plus de détails, voir Fiche technique et Distribution.
Flugten est un film policier danois écrit et réalisé par Hans Kristensen et sorti en 1973. Le scénario est coécrit par John Ernst. Le film a remporté le prix Bodil du meilleur film danois et l'acteur Ole Ernst celui du meilleur rôle masculin.

## Fiche technique
- Titre original : Flugten
- Réalisation : Hans Kristensen
- Scénario : Hans Kristensen, John Ernst
- Photographie : Dirk Brüel
- Montage : Anker Sørensen
- Musique : Søren Christensen
- Pays d'origine : Danemark
- Langue originale : danois
- Format : couleur
- Genre : policier
- Durée : 100 minutes
- Dates de sortie :
  - Danemark : 28 mars 1973

## Distribution
- Ole Ernst : Per
- Torben Hundahl (da) : Mikkel
- Lene Vasegaard (da) : Susanne
- Anne-Lise Gabold : Birthe
- John Larsen (da) : Direktør Nielsen
- Peter Hjorth : Erik
- Ove Brusendorff : Villeberg
- Erik Nørgaard (da) : journaliste
- Jens Okking (da) : Håndlanger
- Jan Bredsdorff : Pusher
- Leif Ernst : Carl
- Mogens Brix-Pedersen (da) : Svindler
- Hermod Knudsen : Havnevagt
- Poul Møller : Henning